# Planetarian ~Chiisana Hoshi no Yume~
planetarian ~Chiisana Hoshi no Yume~ (planetarian ～ちいさなほしのゆめ～ tạm dịch: planetarian ~Ước nguyện của một ngôi sao bé nhỏ~) là một visual novel nói về thời kỳ hậu tận thế được phát triển bởi hãng phần mềm Key, một thương hiệu thuộc Visual Art's chuyên sản xuất các visual novel, nơi đã cho ra đời nhiều tác phẩm nổi tiếng như Kanon, AIR và CLANNAD. planetarian phát hành lần đầu trên internet vào ngày 29 tháng 11 năm 2004 với đánh giá là phù hợp cho mọi lứa tuổi, và là tác phẩm thứ hai sau CLANNAD được đánh giá như vậy ngay trong bản phát hành gốc. Key sau đó đã tái phát hành planetarian vào ngày 28 tháng 4 năm 2006 dưới dạng CD-ROM cùng bản lồng tiếng đầy đủ cho nhân vật nữ chính. Phiên bản giới hạn được bán cho những ai đặt hàng trước và những người mua sớm nhất, nó còn đính kèm một quyển sách 243 trang có chứa một câu chuyện ngắn về thế giới planetarian, cùng một số hình ảnh shitajiki hay các bản vẽ phác thảo bằng bút chì. Phiên bản dành cho hệ PlayStation 2 và điện thoại di động đều phát hành bởi Prototype trong năm 2006. Phiên bản trên điện thoại sử dụng cho hai hệ FOMA và SoftBank 3G. Đĩa drama CD đầu tiên dựa trên mẫu truyện ngắn "Quả Cầu Tuyết" trong cuốn sách quảng cáo được phát hành vào cuối năm 2006; hai đĩa kế tiếp phát hành vào tháng 7 năm 2007.
Key đã xếp planetarian vào thể loại "kinetic novel", vì cách chơi của nó không cung cấp bất kì sự lựa chọn nào cho người chơi, đồng nghĩa với việc không thể tạo ra các kết thúc khác nhau. Như vậy, công việc duy nhất của người chơi chỉ là đọc các dòng chữ luôn xuất hiện trên màn hình, từ đó nắm bắt được cốt truyện. Và chính vì thế mà không như các tác phẩm trước của Key, planetarian không mang ý nghĩa là một trò chơi. Ngoài ra, đây là một trong hai visual novel của Key không có sự tham gia của họa sĩ Hinoue Itaru, thay vào đó là Komatsu Eeji. Việc soạn nhạc giao cho Orito Shinji, và Togoshi Magome có nhiệm vụ biến tấu giai điệu trong soundtrack gốc của trò chơi. Câu chuyện xoay quanh cuộc gặp gỡ giữa một người đàn ông trung niên và một con robot bị hỏng trong một thành phố chết. Người đàn ông, hay còn gọi là "người thu nhặt phế liệu", đã ở cùng với robot một thời gian và cố gắng sửa chữa máy chiếu vũ trụ trong cung thiên văn, nơi câu chuyện lấy bối cảnh. Vào tháng 2 năm 2007, theo kết quả thăm dò của SoftBank Creative trên tạp chí Gemaga, phiên bản chơi trên PS2 đã đứng hạng nhất với tiêu chí giao diện điều khiển được hài lòng nhất, cũng như đứng hạng tư về các vấn đề khác đã thăm dò trước đó.

## Cách chơi

Một đoạn hội thoại thường gặp giữa người chơi và nhân vật Yumemi trong visual novel planetarian.

Không mang phong cách của các visual novel truyền thống, người chơi không hề có sự lựa chọn nào trong planetarian để thay đổi hướng đi của cốt truyện, dẫn đến chỉ có một kết thúc duy nhất, đây là thứ mà Key gọi là thể loại "kinetic novel". Thao tác duy nhất của người chơi là ấn nút đi tiếp khi đã đọc xong hết những dòng chữ xuất hiện trên màn hình, thường mô tả đoạn đối thoại giữa hai nhân vật hoặc suy nghĩ nội tâm của nhân vật nam mà người chơi đang đóng vai; ngoài ra còn có nút đặt chế độ chơi tự động. Chính vì điều này mà những game thủ không thật sự đang chơi một trò chơi điện tử, chính xác hơn là họ giống như đang nghe CD nhạc hay xem phim DVD. Trong game, người chơi có thể làm ẩn đi các bảng chữ để xem hình nền, hay quay ngược lại câu thoại trước đó. Trò chơi này còn có thể được lưu lại ở bất cứ thời điểm nào bằng cách sử dụng 5 ngăn chứa có sẵn, một nút tùy chọn sẽ giúp người chơi lưu một cách tự động hay lưu bằng tay, họ cũng có thể trở lại các điểm lưu hay một trong các ngăn đã lưu trước đó bất kỳ lúc nào.
Tính theo chiều dài câu chuyện, planetarian là visual novel ngắn nhất của Key. Chưa tính phần mở đầu và kết thúc, cốt truyện chia thành 16 phần, nửa đầu trò chơi diễn ra tại cung thiên văn và nửa sau là ở thành phố bên ngoài, nơi cung thiên văn được xây dựng. Tác phẩm này cần 4 giờ 40 phút để có thể hoàn thành ở chế độ tự động[A]. Sau khi tác phẩm được hoàn tất ít nhất một lần, hai tùy chọn mới sẽ xuất hiện trên màn hình chính. Một tùy chọn cho phép người chơi xem 20 bức ảnh nghệ thuật CG, thực tế là các cảnh nền đã xuất hiện trong trò chơi. Tùy chọn thứ hai cho phép người chơi nghe lại 8 trong chín bản nhạc chủ đề được sử dụng trong visual novel này.

## Tổng quan

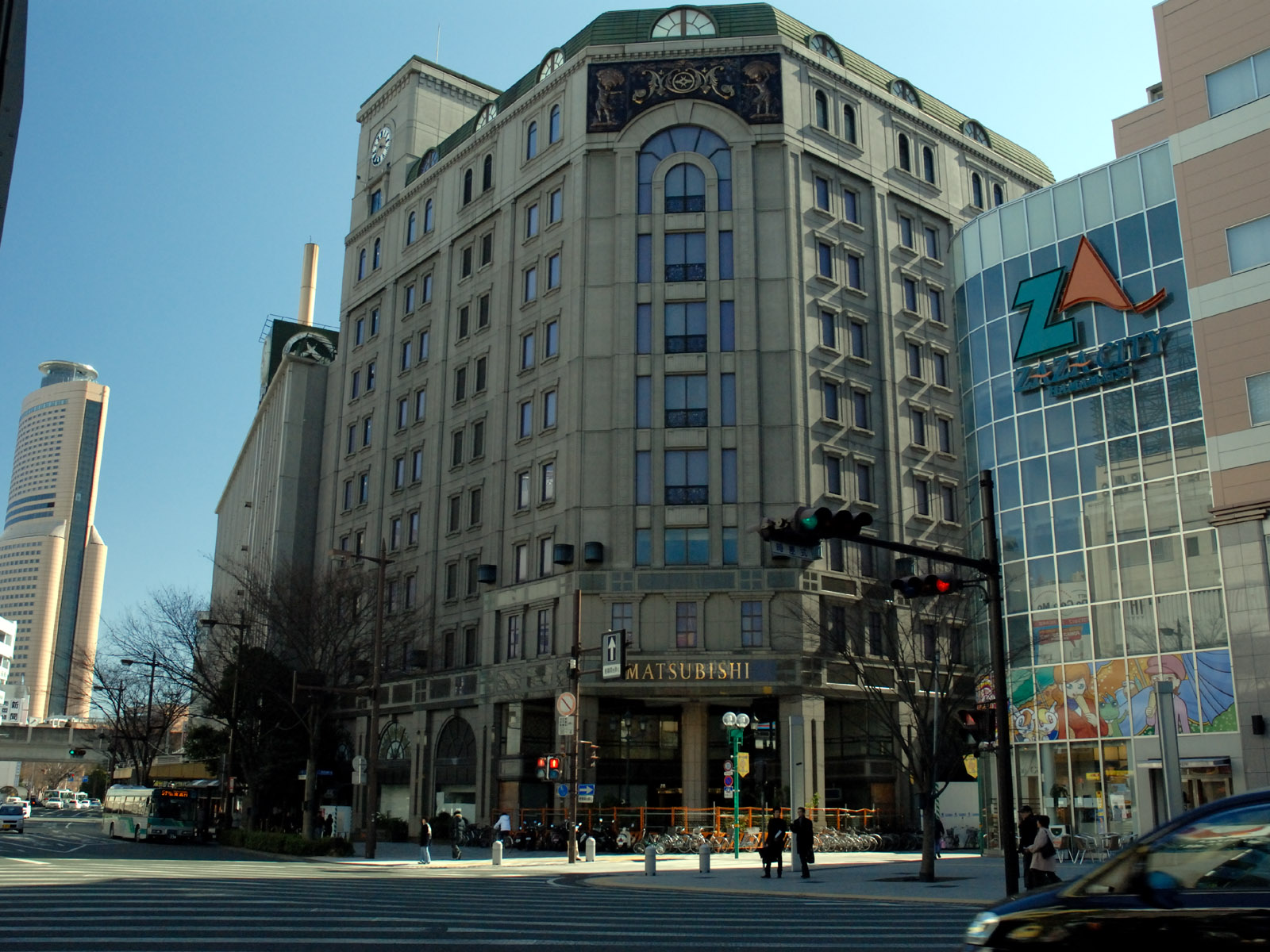
Khu thương mại Matsubishi, địa điểm thực tế của Khu thương mại Flowercrest trong planetarian.

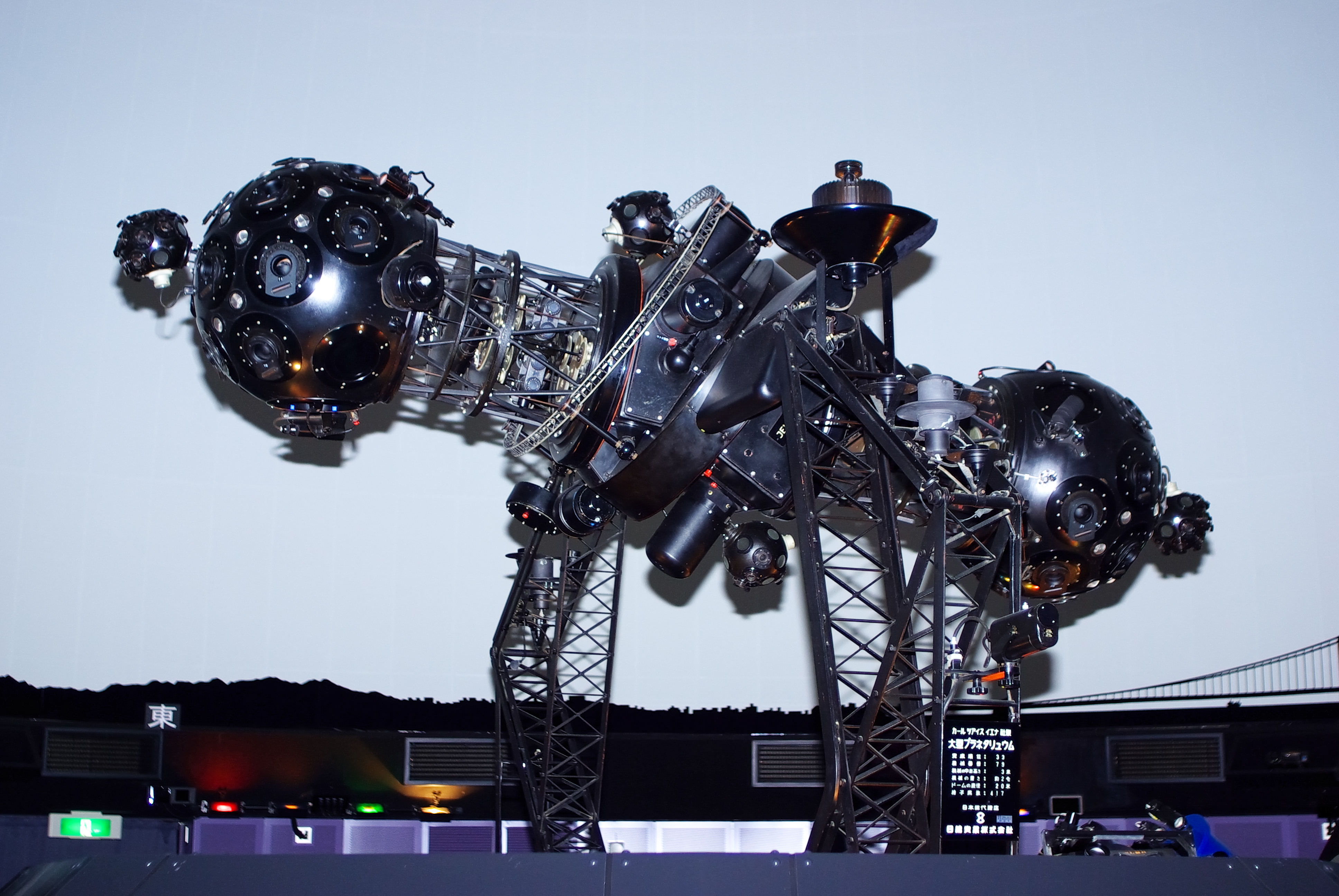
"Miss Jena" trong planetarian có thể chính là vật mô phỏng theo hình dạng chiếc máy chiếu vũ trụ này, đặt tại Bảo tàng khoa học thiên văn Akashi.

### Thiết lập
Cốt truyện của planetarian lấy bối cảnh thế giới ở thời kỳ hậu tận thế. Nó đề cập đến việc cạn kiệt tài nguyên thiên nhiên, nạn nhân mãn, cùng với thất bại trong việc thực hiện chương trình thám hiểm không gian, nhân loại đã hầu như tự diệt chính mình bằng cách sử dụng vũ khí sinh học để thực hiện các cuộc chiến tranh hạt nhân, biến một nền văn minh cực thịnh trở thành một đống đổ nát, bị che phủ trong bóng tối và bị đầu độc bởi những cơn mưa mang bụi phóng xạ. Trong quá khứ đã từng có một cuộc xâm lược vũ trang lên đến tận vùng biển Mare Nectaris trên Mặt Trăng. Máu vẫn tiếp tục đổ suốt 30 năm sau cuộc chiến, thế giới được ví như một dystopic khi các cỗ máy chiến tranh tự động sẽ tiêu diệt bất cứ ai lọt vào phạm vi hoạt động của chúng. Những người sống sót được biết với cái tên "những người thu nhặt phế liệu" ("junker") lang thang khắp nơi và thu thập bất cứ thứ gì có thể giúp họ sinh tồn, nhân vật nam chính trong cốt truyện là một trong số đó.
Địa điểm chính nơi câu chuyện diễn ra là tại một khu thương mại hư cấu có tên Flowercrest trong một thành phố bị bỏ hoang. Nó dựa trên khu thương mại Matsubishi ở Hamamatsu, Nhật Bản, dù vậy chi tiết cung thiên văn nằm trên tầng thượng là hư cấu. Phần đầu của cốt truyện diễn ra trong chính cung thiên văn này, nơi nhân vật nam chính lần đầu gặp Yumemi. Điểm đáng chú ý trong căn phòng không có bất cứ màn trình diễn đặc sắc nào suốt 30 năm là một máy chiếu vũ trụ màu đen mang tên "Miss Jena", được đặt ngay chính giữa các hàng ghế bao quanh sân khấu. Máy chiếu này có điện khi nhân vật nam chính xuất hiện, nhưng chỉ trong một thời gian ngắn. Mỗi năm một lần, điện sẽ cung cấp cho máy chiếu trong 168 tiếng đồng hồ, nhưng hệ thống chiếu đã bị hỏng. Các tầng khác trong tòa nhà chỉ là một đống hỗn độn, chuột chạy tứ tung và bùn đất văng tung tóe khắp nơi.

### Nhân vật
Junker (屑屋 Kuzuya, tạm dịch: Người thu nhặt phế liệu)
Lồng tiếng bởi: Ono Daisuke
Nhân vật nam chính là một quân nhân trung niên không rõ tên, một trong số những người sống sót sau thời chiến và hiện dành cả phần đời còn lại để làm một "junker"—chuyên thu thập những thứ phế liệu còn sử dụng được trong những thành phố chết để sinh tồn. Ông đến một thành phố đổ nát và trong khi đang tìm kiếm những hàng hóa còn dùng được, người junker phát hiện ra một cung thiên văn bỏ hoang trên tầng thượng của một tòa cao ốc, mà lần đầu tiên nhìn thấy ông cứ ngỡ nó là một căn cứ quân sự. Ở đó, ông gặp Hoshino Yumemi, gynoid được thiết kế dưới hình dáng một cô gái trẻ và gây khó chịu cho người junker vì cô nói quá nhiều. Nhân vật nam chính có một tính cách khá cứng rắn theo bản năng tự nhiên khi ông phải sống trong một thế giới dystopic. Ông luôn mang bên mình một khẩu súng bắn lựu đạn và khoác một chiếc áo không thấm nước để ngăn sự ăn mòn da do tiếp xúc với những giọt nước mưa axít độc hại lâu ngày. Về nước uống, ông cũng chuẩn bị sẵn một hệ thống lọc nước tự động để làm sạch nước mưa. Ông không ngừng tìm kiếm những thứ có thể bán được với giá cao như rượu hay thuốc lá.
Hoshino Yumemi (ほしのゆめみ)
Lồng tiếng bởi: Suzuki Keiko
Yumemi là một gynoid thiết kế dưới hình dáng một cô gái khoảng 16 tuổi; cô làm nhân viên chăm sóc khách hàng trong một cung thiên văn. Yumemi bị hỏng vài chỗ và không hay biết tí gì về những biến động trên thế giới suốt 30 năm qua, cô cũng không thể kết nối cơ sở dữ liệu để cập nhật tình hình bên ngoài và chỉ chào đón khách trong vòng 168 tiếng đồng hồ mỗi năm. Vì vậy, cô đối xử với nhân vật nam chính như một người tham quan bình thường và thường xuyên gọi ông là "Quý khách" (お客様 Okyaku-sama), nói về thời kỳ tươi đẹp trước khi xảy ra chiến tranh và thậm chí không thể hiểu nổi bất cứ thông tin gì khi nghe người junker nói về thời thế hiện tại, thật trái ngược nếu so với những gì liên quan đến công việc của cô tại cung thiên văn. Tên gọi "Hoshino Yumemi" là một sự chơi chữ dựa theo tựa đề tác phẩm với "hoshi" nghĩa là ngôi sao hay hành tinh; "no" là một tính từ sở hữu; "yume" là một giấc mơ hay sự ảo tưởng; "mi" có nghĩa là nhìn thấy. Yumemi cũng là nhân vật duy nhất xuất hiện trước màn hình trò chơi.
Yumemi rất quyết đoán trong việc bảo vệ con người và cảm thấy hạnh phúc khi được phục vụ khách hàng. Khi không thể chăm sóc được ai đó, cô rất lo lắng vì nghĩ rằng mình chỉ là thứ vô dụng và gián tiếp giúp họ bằng cách đi tìm người khác có khả năng làm công việc này. Bảo vệ con người là ưu tiên hàng đầu của cô và thậm chí làm ngơ trước mọi nguy hiểm để đảm bảo con người không bị thương khi được cô chăm sóc.

### Cốt truyện
Trong khi đang cố tránh khỏi sự phát hiện của bọn robot chiến tranh trong một thành phố chết, nhân vật nam chính, một junker, đã vào một tòa nhà có mái vòm trên tầng thượng và tìm những món đồ phế thải vẫn còn sử dụng được. Khi lên đến tầng thượng, mà thật ra chính là một cung thiên văn, ông đã gặp Yumemi, cô gái robot luôn miệng thuyết phục ông xem buổi trình diễn thiên văn làm kỷ niệm và đối xử với ông như một khách hàng đặc biệt thứ 2.500.000, mặc dù trên thực tế ông chỉ mới là người khách thứ 2.497.290. Dù đang vội và rất bực mình, người junker vẫn đồng ý tham gia màn trình diễn của cô. Tuy nhiên, chiếc máy chiếu vũ trụ "Miss Jena"[B] đã bị hỏng. Sau khi người junker sửa xong, Yumemi bắt đầu tiết mục khi cho chiếc máy chiếu cảnh bầu trời đầy sao, hay chính xác hơn là một thứ gì đại loại như vậy vì không ai nhìn thấy bất cứ hình ảnh nào trong một bầu khí quyển bị ô nhiễm nặng nề. Điện bị cắt ngay lúc màn trình diễn còn dở dang, nhưng nhân vật nam chính yêu cầu Yumemi vẫn tiếp tục thuyết minh đến hết chương trình cho dù không có hình ảnh.
Sau đó, hai người rời khỏi cung thiên văn, Yumemi cứ khăng khăng muốn đi cùng nhân vật nam chính ra xe của ông ở ngoài các bức tường bao quanh thành phố. Người junker có ý định chở cô ra khỏi thành phố sau khi năng lượng của Yumemi cạn và sẽ tìm cách kích hoạt lại cô sau đó. Một con robot chiến tranh, thứ mà nhân vật nam chính gọi là cua vì hình dáng của nó, đang canh gác lối ra vào thành phố và ông có kế hoạch tiêu diệt nó chỉ bằng một phát súng lựu đạn. Chẳng may kế hoạch thất bại và ông buộc phải đối đầu trực diện với con robot, Yumemi xông ra và tìm cách bảo vệ ông, nhưng cô đã bị khẩu súng máy của cỗ máy chiến tranh này bắn trúng và xé cơ thể ra thành hai nửa.
Yumemi cố gắng sử dụng tất cả nguồn năng lượng chỉ dùng trong trường hợp khẩn cấp của mình cho nhân vật nam chính xem những gì có trong bộ nhớ của cô vào thời kỳ trước chiến tranh, thông qua một máy chiếu ba chiều nhỏ bên tai. Khi các hình ảnh trở nên mờ nhạt đi, Yumemi tiết lộ rằng cô đã biết cung thiên văn đã không có ai ghé thăm suốt 30 năm qua, cũng như sẽ không bao giờ có, và cô hoàn toàn cô độc, nhưng Yumemi vẫn lạc quan chờ cho đến thời điểm có một vị khách nào đó ghé vào, và người đó chính là nhân vật nam chính. Trong những giây phút cuối cùng, Yumemi đã đẩy thẻ nhớ của cô ra khỏi bộ não nhân tạo của cô vì sự an toàn của người junker, và "chết" trước sự chứng kiến của ông. Xúc động và run rẩy vì sự mất đi của một thế giới tuyệt đẹp mà cô đã khắc vào suy nghĩ của ông, người junker vứt khẩu súng của mình đi rồi cất thẻ nhớ của Yumemi vào áo khoác của ông, và vội bước ra khỏi thành phố với một cái chân bị gãy vì một cỗ máy chiến tranh khác đang đến để trợ giúp con robot đã bị hạ lúc đầu.

## Phát triển
planetarian là visual novel thứ tư của Key, nó có một đội ngũ nhỏ chỉ gồm ba nhân viên tham gia phát triển hầu như toàn bộ trong phiên bản ra mắt lần đầu. Không như các tác phẩm trước của Key, chiếc ghế chỉ đạo nghệ thuật của planetarian được giao cho Komatsu Eeji thay vì Hinoue Itaru, người đã đảm nhiệm vị trí này trong ba tác phẩm trước. Komatsu được chọn không chỉ vì ông có chuyên môn về việc vẽ cơ khí và robot, mà còn vì ông có khả năng diễn tả những cảnh ngắn về sự tự tái tạo chính mình của các robot, giống như trí tưởng tượng của mọi người. Hơn nữa Key không thiếu nhân viên tại thời điểm đó và cũng không bắt buộc phải gia công các hình vẽ của planetarian. Maeda Jun, người viết kịch bản và lên kế hoạch chính cho các dự án của Key, không tham gia thực hiện tác phẩm này nên Suzumoto Yūichi đã được đưa vào vị trí đó với nhiệm vụ lên kế hoạch và viết cốt truyện. Âm nhạc của visual novel, không tính bài hát soạn bởi Orito Shinji, đã được sửa chữa hay soạn lại toàn bộ bởi Togoshi Magome, một trong những nhà soạn nhạc chính của Key. planetarian là tác phẩm đầu tiên phát hành dưới nhãn hiệu KineticNovel được mô tả bằng khái niệm "kinetic novel".
Trong phiên bản gốc, giọng nói của Yumemi chỉ xuất hiện ở phần mở đầu và kết thúc của visual novel, trong khi các nhân vật khác thậm chí không được lồng tiếng. Khi phiên bản PC phát hành dưới dạng đĩa CD-ROM được phát hành, Yumemi đã được lồng tiếng đầy đủ. Đối với phiên bản trên hệ máy PlayStation 2 (PS2), tất cả các nhân vật đều được lồng tiếng. Một số thay đổi khác ở phiên bản cho hệ PS2 là các hình ảnh 2D được trau chuốt với độ phân giải cao hơn và phần âm thanh được mở rộng ra.

## Phát hành
planetarian phát hành dưới dạng tải xuống từ internet vào ngày 29 tháng 11 năm 2004, đầu tiên nó chỉ cho phép những người dùng Yahoo! Japan Broadband sử dụng, và chỉ bắt đầu thực sự đưa vào thị trường kinh doanh một tuần sau đó, tức ngày 6 tháng 12. Phiên bản này vẫn có sẵn trên trang web của KineticNovel để tải về bản dùng thử. Phiên bản chơi trên PC phát hành dưới dạng CD-ROM vào ngày 28 tháng 4 năm 2006 thành hai phiên bản giới hạn và chính thức. Ngày 24 tháng 8 năm 2006, planetarian đã được Prototype đưa sang hệ máy PlayStation 2. Phiên bản chơi trên điện thoại di động FOMA và SoftBank 3G phát hành bởi Prototype thông qua Visual Art's Motto vào ngày 28 tháng 11 năm 2006. Phiên bản lần này kèm theo cả bản lồng tiếng đầy dủ cho các nhân vật trên hệ FOMA. Phiên bản giới hạn của planetarian được Prototype phát triển cho hệ PlayStation Portable (PSP) ra mắt từ ngày 28 tháng 2 đến 1 tháng 3 năm 2009 tại Key 10th Memorial Fes, một sự kiện kỷ niệm 10 năm thành lập Key. Prototype cũng bán phiên bản này tại sự kiện Prototype Fan Appreciation 2010 của họ vào ngày 30 tháng 5. Bản PSP đã được tái phát hành vào ngày 12 tháng 5 năm 2011 dưới hình thức gây quỹ từ thiện sau trận động đất và sóng thần Tōhoku 2011. Phiên bản cập nhật cho hệ PC có lồng tiếng như PS2 được Key phát hành vào ngày 31 tháng 7 năm 2009 trong một bộ hộp đĩa có chứa 5 visual novel khác của hãng này mang tên Key 10th Memorial Box. Một bản cập nhật khác tương thích với Windows 7 có tên planetarian ~Chiisana Hoshi no Yume Memorial Edition~ đã ra mắt vào ngày 30 tháng 4 năm 2010. Bộ Memorial Edition có đính kèm với ba drama CD của planetarian từng phát hành trước đó.

## Chuyển thể liên quan

### Light novel
Một cuốn light novel (ISBN 978-4-89490-622-8) tập hợp bốn mẫu truyện ngắn có tranh minh họa, bao gồm cả phần giới thiệu và lời bạt, dựa trên cốt truyện của planetarian được viết bởi Suzumoto Yūichi và vẽ bởi Komatsu Eeji. Các mẫu truyện này được đóng thành một cuốn sách dày 243 trang và đính kèm với bản giới hạn trên PC cũng như bản giới hạn trên PlayStation 2 của planetarian. Cuốn sách được tái phát hành và dùng cho mục đích thương mại bởi Visual Art's mang nhãn nhà xuất bản VA Bunko, một công ty chuyên phát hành các light novel của Visual Art's, vào ngày 31 tháng 10 năm 2008, đây cũng là tựa sách thứ hai được phát hành thông qua chi nhánh này. Hai mẫu truyện đầu tiên lấy bối cảnh trước khi xảy ra các sự kiện trong planetarian và hai mẫu truyện tiếp theo xậy dựng dựa trên hệ quả của visual novel. Trang bìa cuốn sách có in hàng chữ Hoshizora, kotoba, kami-sama, robotto. Yotsu no shudai ni yoru shōhinshū.. Một đoạn ngắn của cuốn sách dùng để xem thử có thể đọc trực tuyến.
Snow Globe (雪圏球 Sunō Gurōbu, tạm dịch: Quả Cầu Tuyết)
Mẫu truyện này lấy bối cảnh trước khi xảy ra cuộc chiến tranh đã biến thế giới thành một đống đổ nát. Vào lúc này, Yumemi đang làm việc tại cung thiên văn ở tầng thượng của khu thương mại Flowercrest được khoảng 10 năm. Một ngày nọ Yumemi bắt đầu có những hành động lạ lùng và đạt đến đỉnh điểm khi cô đã lẻn ra ngoài và chỉ đi lanh quanh khu phố một cách vô thức. Các nhân viên trong cung thiên văn bắt đầu lo lắng và một trong số những nữ nhân viên làm việc ở đó là Kurahashi Satomi đã được lệnh đi theo Yumemi và đưa cô trở về. Trước đó rất lâu, nguồn năng lượng dự trữ của Yumemi đã bắt đầu cạn.
Jerusalem (エルサレム Erusaremu)
Mẫu truyện này lấy bối cảnh khi đang xảy ra chiến tranh và tính chất hủy diệt của nó ngày càng leo thang. Lực lượng quân đội Nam Mỹ thống nhất (The South American Unification Army) được báo cáo là phát hiện một lính bắn tỉa ẩn nấp sâu trong rừng rậm tại Patagonia, họ đã cử một trung đội dưới sự chỉ huy của hạ sĩ quan Murdock đi tiêu diệt mối đe dọa này. Tuy nhiên, cả trung đội từng người một bị hạ bởi những phát bắn tỉa cho đến khi chỉ còn sót lại mỗi Murdock. Một mình Murdock bắt đầu lần theo dấu vết của người đã bắn tỉa bí ẩn thông qua ống nhòm của mình, tuy nhiên ông đã thực sự bị sốc đến nỗi đứng chết trân khi nhìn thấy một nữ tu sĩ vô cùng xinh đẹp.
Hoshi no Hito (星の人 tạm dịch: Người đàn ông của những vì sao)
Mẫu truyện này lấy bối cảnh tại một thời điểm nào đó sau planetarian, nền văn minh của loài người ngày càng tàn lụi khi phải liên tục hứng chịu sự tàn phá của những cơn mưa axít độc hại. Ba đứa trẻ trong số những người sống sót đang ẩn nấp trong một căn hầm chống bom nguyên tử bỏ hoang là Levi, Ruth và Job đã nhìn thấy một người đàn ông lạ mặt ngất xỉu trong tuyết bên ngoài chỗ trú của chúng. Sau khi mang ông ta xuống hầm, chúng đã rất ngạc nhiên khi nghe người đàn ông này tự gọi mình là "Hoshi no Hito". Những đứa trẻ dần để ý đến biệt danh kì lạ của ông và cũng vì chúng chưa bao giờ đón tiếp người lạ ghé thăm từ thế giới bên ngoài. Sau khi người đàn ông phục hồi sức lực một chút và nhờ sự giúp đỡ tận tình của những cậu bé, cuối cùng ông đã sửa xong chiếc máy chiếu vũ trụ mang theo bên mình. Câu chuyện này đã giải đáp toàn bộ thắc mắc về kết thúc mở của visual novel, cũng như đã mang lại một cái kết trọn vẹn cho planetarian.
Chirushisu to Amanto (チルシスとアマント tạm dịch: Chirushisu và Amanto)
Một cặp song sinh giống hệt nhau là Chirushisu và Amanto đang nghiên cứu học hỏi trong thế giới của riêng hai đứa bé. Chirushisu bắt đầu tự hỏi tại sao cậu lại phải học và việc đó sẽ kéo dài trong bao lâu. Mẫu chuyện này nói về việc câu trả lời ấy đã tự động hé lộ cho Chirushisu và Amanto như thế nào.

### Drama CD
Đĩa drama CD đầu tiên tên có tên Snow Globe phát hành vào ngày 29 tháng 10 năm 2006 trong sự kiện Comiket 71 và được tái phát hành vào ngày 25 tháng 5 năm 2007. Giống như tựa đề, nó chứa nội dung mẫu truyện "Snow Globe" trong cuốn light novel đính kèm với bản giới hạn. Đoạn mở đầu lấy bối cảnh một năm trước khi nhân vật nam chính đến cung thiên văn và câu chuyện "Snow Globe" được kể lại như một hồi tưởng. Kết thúc của drama CD này nói về lúc planetarian bắt đầu. Đĩa drama CD thứ hai có tên Jerusalem phát hành vào ngày 27 tháng 7 năm 2007, chứa nội dung mẫu truyện Jerusalem trong cuốn light novel. Đĩa drama CD thứ ba phát hành cùng ngay với đĩa drama CD thứ hai có tên Hoshi no Hito, chứa nội dung mẫu truyện Hoshi no Hito và Chirushisu to Amanto trong cuốn light novel. Câu chuyện Hoshi no Hito được kể bình thường với nhiều diễn viên lồng tiếng khác nhau như các drama CD khác, nhưng câu chuyện Chirushisu to Amanto thì lại được Suzuki Keiko, người đã lồng tiếng cho nhân vật Hoshino Yumemi, kể từ đầu đến cuối.

## Âm nhạc
Visual novel planetarian có một ca khúc chủ đề và cũng là bài hát kết thúc, đó là "Hoshi Meguri no Uta" (星めぐりの歌  Song of Circling Stars) được trình bày bởi Mell của nhóm I've Sound. Các bản nhạc gốc của trò chơi đã ra mắt trong sự kiện Comiket 70 diễn ra vào ngày 11 tháng 8 năm 2006, và tái phát hành vào ngày 28 tháng 12 cùng năm. Bên cạnh các ca khúc như "Gentle Jena" và "Hoshi no Sekai ~Opening~" (星の世界  World of Stars ~Opening~), soundtrack còn có thêm nhiều bài hát mới, chẳng hạn như bản ghép lời của "Hoshi Meguri no Uta". Phần lớn các nhạc phẩm đều là nhạc nền và được sáng tác hay chỉnh sửa bởi Togoshi Magome, người cũng đã từng đóng góp vào hai tác phẩm trước của Key là AIR và CLANNAD. Các bản nhạc sử dụng ở phần mở đầu và kết thúc của trò chơi (track thứ nhất và thứ tám trong soundtrack gốc) được sắp xếp và trình bày như bài thánh ca "What a Friend We Have in Jesus" của Charles Crozat Converse, và tựa của chúng cũng nói lên điều này: tên gốc của bài hát "Hoshi no Sekai ~Opening~" chính là phiên bản tiếng Nhật của bài thánh ca "Hoshinoyo" và "Itsukushimi Fukaki" là bản dịch tiếng Nhật từ tên gốc của bài thánh ca này.
Tất cả bài hát do Togoshi Magom chỉnh sửa, trừ khi có ghi chú.
| Danh sách track Planetarian Original Soundtrack | Danh sách track Planetarian Original Soundtrack                                                 | Danh sách track Planetarian Original Soundtrack | Danh sách track Planetarian Original Soundtrack |
| STT                                             | Nhan đề                                                                                         | Phổ nhạc                                        | Thời lượng                                      |
| ----------------------------------------------- | ----------------------------------------------------------------------------------------------- | ----------------------------------------------- | ----------------------------------------------- |
| 1.                                              | "World of Stars ~Opening~" (星の世界 Hoshi no Sekai)                                            | Charles Crozat Converse                         | 0:59                                            |
| 2.                                              | "Song of Circling Stars ~Honky Tonk~" (星めぐりの歌 Hoshi Meguri no Uta)                        | Kenji Miyazawa                                  | 1:47                                            |
| 3.                                              | "Song of Circling Stars ~Metronome~" (星めぐりの歌 Hoshi Meguri no Uta)                         | Kenji Miyazawa                                  | 1:59                                            |
| 4.                                              | "Rain and Robot" (雨とロボット Ame to Robotto)                                                  | Magome Togoshi                                  | 1:38                                            |
| 5.                                              | "Song of Circling Stars ~Winter's Tale~" (星めぐりの歌 Hoshi Meguri no Uta)                     | Kenji Miyazawa                                  | 2:59                                            |
| 6.                                              | "Gentle Jena"                                                                                   | Magome Togoshi                                  | 3:37                                            |
| 7.                                              | "Perfect Human" (全き人 Mattaki Hito)                                                           | Magome Togoshi                                  | 2:54                                            |
| 8.                                              | "Deep Affection" (慈しみ深き Itsukushimi Fukaki)                                                | Charles Crozat Converse                         | 2:47                                            |
| 9.                                              | "Song of Circling Stars" (星めぐりの歌 Hoshi Meguri no Uta) (Performed by Mell)                 | Kenji Miyazawa                                  | 4:26                                            |
| 10.                                             | "Gentle Jena ~Extended Version~"                                                                | Magome Togoshi                                  | 6:53                                            |
| 11.                                             | "Human Warrior" (Arrangement by Shinji Orito)                                                   | Shinji Orito                                    | 5:11                                            |
| 12.                                             | "Song of Circling Stars ~Short Version~" (星めぐりの歌 Hoshi Meguri no Uta) (Performed by Mell) | Kenji Miyazawa                                  | 2:56                                            |
| Tổng thời lượng:                                | Tổng thời lượng:                                                                                | Tổng thời lượng:                                | 38:06                                           |

## Đón nhận và doanh số
planetarian là tác phẩm đặc trưng trong số nhiều visual novel "tuyến tính tuyệt đối" xuất hiện trên Lycèe Trading Card Game, nhân vật Yumemi và máy chiếu vũ trụ là các thẻ bài có thể sử dụng trong bộ bài thứ hai của Visual Art's(chi tiết). Trong số ra tháng 2 năm 2007, theo kết quả thăm dò của SoftBank Creative trên tạp chí Gemaga, phiên bản chơi trên PS2 đã đứng hạng nhất với tiêu chí giao diện điều khiển được hài lòng nhất, cũng như đứng hạng tư về các vấn đề khác đã thăm dò trước đó. Theo tạp chí trò chơi điện tử Nhật Bản Famitsu phát hành vào ngày 8 tháng 9 năm 2006, phiên bản dành cho PS2 đã bán được 8.170 bản ngay trong tuần đầu tiên ra mắt từ 21 tháng 8 đến 27 tháng 8 năm 2006 (phiên bản PS2 bắt đầu được bán từ ngày 24 tháng 8 năm 2006). Khi phiên bản PSP được tái phát hành để gây quỹ từ thiện ủng hộ nạn nhân động đất và sóng thần Tōhoku 2011, 16.663 đơn vị bản đã được đặt mua trong cùng ngày ra mắt 12 tháng 5 năm 2011. Từ doanh số trên, Prototype và Visual Art's đã quyên góp được 22.415.069 yên.